# Marie Vassilieff
Pour les articles homonymes, voir Vassilieff.
Maria Ivanovna Vassilieva (en russe : Мария Ивановна Васильева), dite Marie Vassilieff, née le 12 février 1884 à Smolensk en Russie et morte le 14 mai 1957 à Nogent-sur-Marne en France, est une artiste peintre et sculptrice russe et française.

## Biographie
Elle naît à Smolensk, en Russie, dans une famille aisée qui l'encourage à étudier la médecine. Son penchant naturel, cependant, va aux arts et, en 1903, elle entre à l'Académie impériale des Beaux-Arts de Saint-Pétersbourg. En 1905, elle gagne Paris, alors la capitale artistique du monde.
Elle suit des cours à l’Académie de la Palette avec Sonia Delaunay et à l’Académie Henri Matisse avec Olga Meerson. Elle devient partie intégrante de la communauté artistique de la « Rive Gauche » à Montparnasse. Elle traduit et envoie en Russie des extraits de Notes d’un peintre d’Henri Matisse à la revue moscovite La toison d’or qui les publie dans son numéro 6, en juin 1909.
En 1911, elle fonde l'Académie russe de peinture et de sculpture au 54, avenue du Maine mais dès 1912, elle ouvre l'« Académie Vassilieff » qui devint un lieu de rencontre pour l'avant-garde de l'art de cette époque avec la fréquentation d'artistes comme Maria Blanchard, Nina Hamnett, Amedeo Modigliani, Ossip Zadkine, Jacques Lipchitz ou Chaïm Soutine.
En peu de temps les murs de l'atelier de Marie Vassilieff se tapissent d'une collection de peintures de Marc Chagall et Modigliani, des dessins de Pablo Picasso et Fernand Léger.

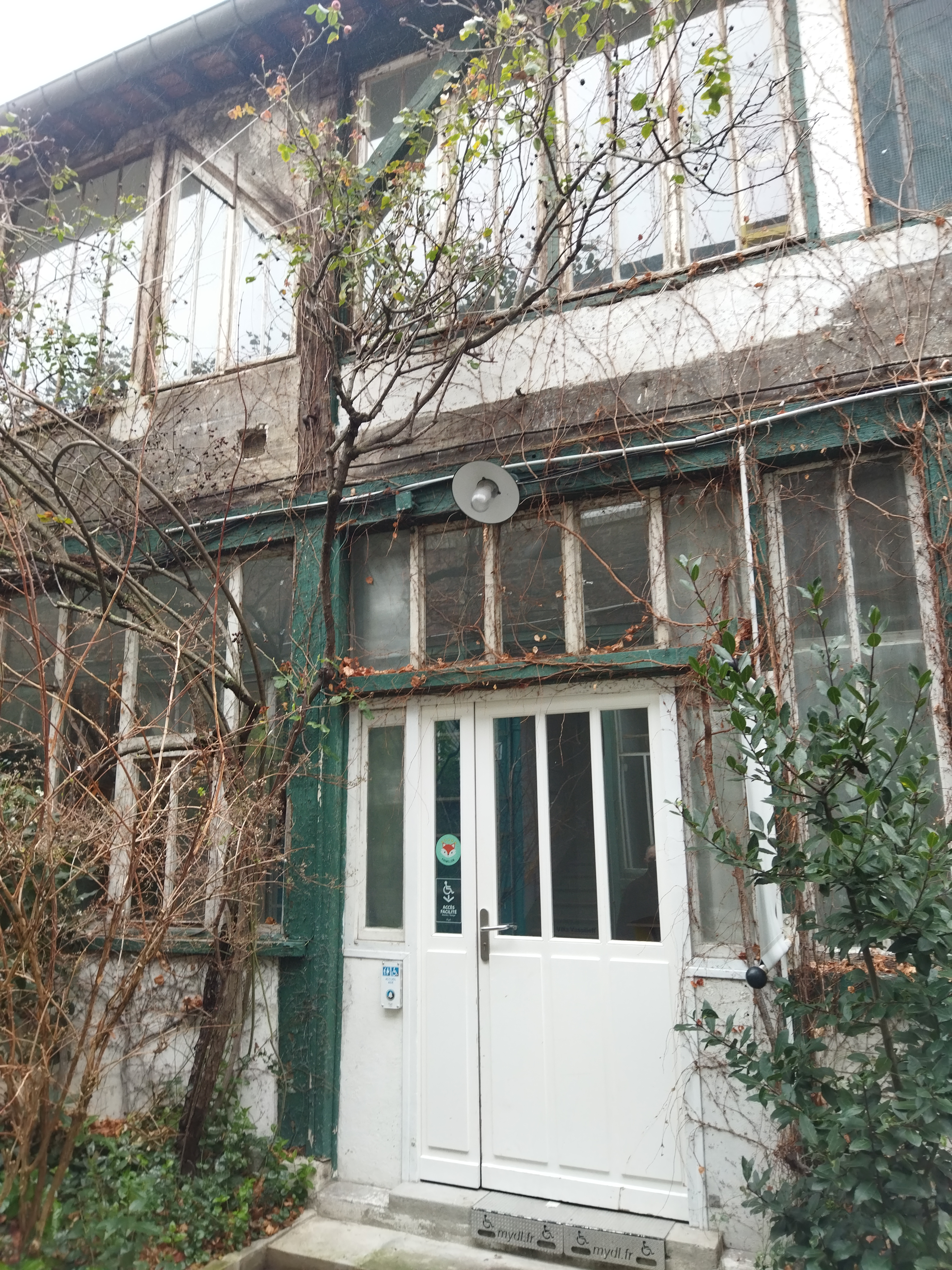
Ancien atelier de Marie Vassilieff

Le 5 mai 1913, Fernand Léger y donne une conférence sur l'art moderne : « Les origines de la peinture actuelle et sa valeur représentative » puis le 9 mai 1914, la seconde partie de cette conférence : « Les réalisations picturales actuelles », hommage à l’esprit indépendant des peintres de l’École de Paris.
En mars 1914, Marie Vassilieff montre précisément au Salon des Indépendants trois tableaux de facture cubiste : Composition, Recherche I  et Recherche II. Cependant, le 7 mars, le journal Excelsior reproduit, en première page, Recherche I qu’il baptise « une toile futuriste ».
En décembre 1914, Marie Vassilieff ferme son académie de peinture et annexant un second atelier, elle ouvre une cantine populaire pour artistes et modèles. Elle s'était portée volontaire comme infirmière dans la Croix-Rouge française et avait vu à quel point avait empiré la situation financière de nombreux artistes de Paris. Le gouvernement français en guerre décida, afin de soutenir l'économie en guerre, de verser une pension de compensation à toute activité économique lésée par la situation. Les artistes, ne pouvant en principe plus vendre leurs œuvres aussi facilement, bénéficièrent ainsi d'une minime pension les rendant souvent plus riches qu'avant le déclenchement du conflit. Comme ils n'avaient souvent que peu ou rien à manger, la cantine leur était un précieux refuge en fournissant pour quelques centimes un repas complet et un verre de vin et, en outre, un lieu de rencontre convivial.
Le gouvernement avait mis en place un couvre-feu et les restaurants et les cafés de Paris étaient tous obligés de fermer tôt, mais la cantine de Marie Vassilieff, inscrite comme club privé, n'était pas soumise à cette obligation. L'endroit devint instantanément très fréquenté. Le Norvégien Kist Thaulow y jouait du violon, le Suédois E.M. Melchers du piano, Ossip Zadkine et Marie Vassilieff donnaient des danses russes et Pablo Picasso imitait les toreros pour amuser ses amis Foujita et Diego Rivera.
En octobre 1915,  Marie Vassilieff retourne en Russie où elle revoit une dernière fois ses parents. Elle a l’occasion de participer à deux expositions mi-futuristes, mi-suprématistes.  À Pétrograd, l'exposition Dernière exposition futuriste de tableaux 0,10 de fin 1915(6) dans laquelle Kasimir Malevitch expose son fameux Carré noir sur fond blanc. À Moscou, l’exposition Magasin, de mars 1916 où elle montre pour la première fois les poupées qui la rendront célèbre.
Rentrée en France, en avril 1916, elle rouvre sa cantine. Le critique d’art André Salmon qui prépare l’exposition rétrospective : L’Art moderne en France lui accorde neuf numéros, signe de son aura artistique d’alors. Cette exposition est passée à la postérité sous le nom de « Salon d’Antin » car elle prit place 26, avenue d’Antin (Paris 8e), dans l’hôtel particulier du couturier Paul Poiret. Pablo Picasso y exposait pour la première fois ses fameuses et nouvellement baptisées Demoiselles d’Avignon.
En janvier 1917, Georges Braque, qui avait été blessé au combat fut libéré du service militaire. Marie Vassilieff et Max Jacob décidèrent d'organiser un banquet pour lui et son épouse, Marcelle. Parmi les invités se trouvait Alfred Pina avec sa nouvelle compagne, Beatrice Hastings, qui venait de mettre fin à sa liaison de deux ans avec Modigliani. Connaissant trop le penchant de Modigliani à provoquer du désordre quand il avait bu, Marie Vassilieff ne l'invita pas à la fête. Le monde de l'art était cependant petit et la nouvelle de ce banquet parvint bientôt aux oreilles de Modigliani qui, passablement ivre, s'y présenta en cherchant la bagarre. Une rixe s'ensuivit, un pistolet sortit, et Marie Vassilieff, malgré sa petite taille, poussa Modigliani au bas de l'escalier pendant que Pablo Picasso et Manuel Ortiz de Zarate fermaient à clé la porte. Marie Vassilieff en fit un dessin maintes fois reproduit.
Devenue mère en 1917, Marie Vassileff peint de nombreux portraits de son fils Pierre dans un style proche de celui de Fernand Léger et ses poupées en chiffons ou en cuir sont célébrées à Berlin, New York et Londres où Peggy Guggenheim l’invite à exposer en novembre 1938.
En juillet 1920, Marie Dormoy, l’amie de l’écrivain Paul Léautaud, écrit dans la revue Art et décoration l’article « Poupées nouvelles »  dont voici un extrait : « Quant à Marie Vassilieff, ses poupées sont de véritables œuvres d’art. Nul ne peut s’y tromper, elles ont un tel caractère qu’on les reconnaîtrait entre mille. Pour chacune, elle fait de nombreux croquis et, par la puissance du modelé, la solidité de la construction qui s’appuie sur le meilleur cubisme, la technique sans cesse renouvelée, elle accuse un caractère, souligne une hérédité, crée des personnages doués de sentiments et de passions, donne enfin la vie à des matières inertes ; et les portraits de Paul Poiret, Pablo Picasso, André Derain, André Salmon et de sa femme, sont criants de vérité. »
Marie Vassilieff dessine pour Paul Poiret en 1923 le flacon du parfum Arlequinade – Nouveau parfum de Rosine. Elle dirige les ateliers de confection des costumes de la saison théâtrale 1923-1924 des Ballets suédois de Rolf de Maré, notamment ceux de La Création du monde dont la première a lieu le 25 octobre 1923 au Théâtre des Champs-Élysées.
En 1925, elle crée un « mobilier baroque et anthropomorphe « composé de six « meubles marionnettes » pour l’Exposition internationale des arts décoratifs et industriels modernes.
Elle décore, en 1927, deux piliers de la brasserie La Coupole, boulevard du Montparnasse. Sur le premier, elle peint une Vierge noire et dit-on l’homme de lettres Georges Duhamel mais il s’agit en fait de son ami, le compositeur Claude Duboscq, jouant de la flûte. Effectivement, ce portrait aux yeux écarquillés derrière des lunettes rondes, le renard juché sur son épaule et la Vierge noire, sont similaires à ceux figurés sur les panneaux décoratifs du guignol Le Pauvre Clair conçu par Marie Vassilieff pour Claude Duboscq en 1928.
Inscrite au catalogue officiel comme « Artiste peintre décorateur », sa participation à l’Exposition Internationale des Arts et Techniques dans la Vie moderne de 1937, est triple. Elle expose les maquettes dont des masques et des petits animaux d’une « Boutique fantasque » ; la maquette de son immense panneau décoratif L’Été-L’État – Réseau d’État vers la mer conçu avec René Péro pour la gare Montparnasse, et les cinq costumes en Rhodoïd des Voyelles pour la transposition à la scène du sonnet d’Arthur Rimbaud par le Théâtre Art et Action de Louise et Édouard Autant-Lara.
De 1939 à 1946, Marie Vassilieff vit et travaille à Cagnes-sur-Mer (Alpes-Maritimes). Elle expose 32 tableaux, 20 poupées et des dessins chez Monsieur Gasser, 8 rue des Belges à Cannes du 16 avril au 2 mai 1943.
En 1949, l’entrepreneur en bâtiment Edmond Didier, devenu son mécène lui passe commande d’un service de table en céramique. Elle en supervise les moulages et enthousiasmée par cette collaboration avec l’Atelier Lafourcade, elle réalise en sus des sculptures mystiques ou érotiques. Dès le mois de mai, elle montre ces céramiques dans l’exposition Hommage à Marie Vassileff – Peintre de la grande époque de Montparnasse organisée par Marc Vaux au Foyer d’Entr’aide aux artistes et aux intellectuels du boulevard du Montparnasse puis au Salon des Indépendants (Paris) de 1952.
De 1953 à sa mort, elle réside à la Maison nationale de retraite des artistes de Nogent-sur-Marne. En dépit du fait que cette institution fut fondée en 1945 par deux femmes, Marie Vassilieff est la première à y être admise. Elle est inhumée au cimetière de Nogent-sur-Marne.
Après les expositions rétrospectives : Marie Vassilieff (1884-1957) - Eine Russische Künstlerin in Paris au Verborgene Museum de Berlin, en 1995, Marie Vassilieff dans ses murs au Musée du Montparnasse en 1998, l’exposition Marie Vassilieff – l’âme de Montparnasse prend place au château de Vert-Mont à Rueil-Malmaison du 5 décembre 2017 au 28 janvier 2018.
En février 2016, la mairie de Paris inaugure dans ce qui était son  atelier de Montparnasse un nouvel espace consacré aux arts visuels : la Villa Vassilieff.
En 2022, hors toute commémoration d’anniversaire, cinq expositions célèbrent l’œuvre diverse de Marie Vassilieff. Dans le catalogue de l’exposition Pionnières, Lauren Jimerson fait valoir que lorsque l’artiste réalise son autoportrait en poupée, le « corps élancé » de celle-ci « n’exhibe aucune caractéristique masculine ou féminine ». À la Biennale de Venise, une reproduction gigantesque de la photographie d’une mannequin de la maison Paul Poiret habillée par Marie Vassilieff d’une robe attrayante et d’un masque plutôt terrifiant rend hommage à son talent de costumière polymorphe. Son Portrait de femme mi-cubiste mi-expressionniste peint entre 1913 et 1915 est retenu pour l’affiche de l’exposition de la collection Francesco Tacchini au Palais ducal de Gênes. L’exposition Les cercles de la baronne Hélène d’Oettingen aux galeries parisiennes Le Minotaure et Alain le Gaillard présente des poupées de Marie Vassilieff évoquant sa science des marionnettes et son art de transcender la matière. Enfin, l’exposition Marie Vassilief, figure de proue des avant-gardes à la Galerie Françoise Livinec met l’accent sur sa contribution au cubisme. Benoît Noël observe dans le catalogue que ses dessins réputés « cubistes » préfigurent néanmoins la plastique Art déco et la concision du Bauhaus.
Juliette Singer, commissaire de l’exposition le Paris de la Modernité (Musée du Petit-Palais – Paris au 14 avril 2024) donne à voir notamment la vaste composition cubiste Scipion l’Africain (Coll. part.), huile sur toile pionnière en ceci qu’elle valorise dès 1916, un Africain en « odalisque », audacieux mélange des genres. Dans la même exposition, la poupée Joséphine Baker (vers 1927) de la collection Nathalie Elmaleh et Laurent Teboul n’est plus attribuée à Marie Vassilieff, Claude Bernès et Benoît Noël ayant démontré, images à l’appui, qu’elle est l’œuvre des Ateliers Lazarski de Thadée Lazarski et Stefania Lazarska.   

### Du musée du Montparnasse au siège de l’Association AWARE
En 1993, le propriétaire de l’ancien atelier de Marie Vassilieff désirant le vendre, les élus de la Mairie de Paris usèrent de leur droit de préemption en promettant de respecter son caractère historique. Il n’en fut rien et il fallut toute l’opiniâtreté des artistes d’alors de l’impasse du Maine, menés par le photographe Roger Pic, pour obtenir l’ouverture d’un musée du Montparnasse dans cet atelier en 1998. L’exposition inaugurale présenta la collection des œuvres de Marie Vassilieff réunie par Claude Bernès.
Suivront nombre d’expositions dont Montparnasse noir 1906-1966 - Amours en contre-jour montée par Stéphanie Suffren et Jean Digne en 2006 ou Artistes russes hors frontière au musée du Montparnasse organisée André et Vladimir Hofmann et le concours de Georgy Khatsenkov en 2010.
En 2010, un rapport de Delphine Lévy pour la ville de Paris estime la fréquentation du musée du Montparnasse, insuffisante et elle préconise de le fermer pour concentrer l’aide publique sur quatorze autres. Le musée du Montparnasse est alors remplacé par Béton-Salon-Villa Vassilieff, centre d’exposition d’art contemporain soutenu par la Fondation d’entreprise Pernod Ricard. Une fréquentation publique plus confidentielle encore et une dénonciation de harcèlement moral par les salariés amène à la fermeture de Béton-Salon-Villa Vassilieff en 2020.
Après une phase exploratoire en vue d’une nouvelle affectation de ce lieu emblématique, le local de Béton-Salon-Villa Vassilieff devient le siège de l’association AWARE, acronyme de « Archives of Women Artists, Research and Exhibitions » qui « a pour mission de diffuser l’information relative aux artistes femmes du XIXe   et   XXe siècle ».

### Cote de l'artiste
Selon La Gazette Drouot, le tableau de Marie Vassilieff : L’Enfant à la poupée de 1917 est vendu 151 000 Euros par Cannes Enchères, le 13 novembre 2005. En 2009, poussé par des collectionneurs russes, le Port d'Espagne de Marie Vassilieff de 1915 atteint 175 000 euros à Enghien, le 1er février. Puis le 23 mars 2009, le portrait d’Anna Winding, modèle apparenté à la famille du peintre Renoir et peint par Marie Vassilieff à Cagnes-sur-Mer, en 1945, fait 140 000 euros à la vente Artcurial en l’Hôtel Marcel-Dassault. En 2017, le tableau de 1912, Café de la Rotonde, haut lieu de la vie des Montparnos de la haute époque, est adjugé 170 800 euros, le 25 mars, en l’étude Toledano d’Arcachon puis est revendu le 27 novembre, 254 534 euros, à Christie's Londres. Pour sa part, Paysage d’Espagne s'est vendu 101 480 euros, le dimanche 12 novembre à Bayeux enchères.